# Alfa Romeo Tipo 33
L'Alfa Romeo Tipo 33 è un'autovettura da competizione prodotta dall'Alfa Romeo dal 1967 al 1977 per partecipare principalmente al campionato del mondo sportprototipi e poi anche al campionato CanAm e alle cronoscalate. Nel 1967, dal modello da competizione è stata derivata l'Alfa Romeo 33 Stradale, la versione omologata per la circolazione su strada. La Tipo 33 e le sue derivate s'imposero in due edizioni del campionato del mondo sportprototipi, 1975 e 1977, nel 1977 addirittura vincendo tutte le gare in calendario.

## Contesto
La casa del Portello aveva deciso di sospendere la sua partecipazione alle competizioni automobilistiche nel 1951, ritirandosi da vincitrice del campionato di Formula 1 conquistato con la 159. Per ricominciare la sua attività sportiva non scelse però le categorie di competizioni a ruote scoperte bensì decise di avvicinarsi a quelle destinate alle ruote coperte che in quel periodo riscuotevano molto successo di pubblico con il campionato mondiale sportprototipi e in parte anche con le competizioni di cronoscalata il cui punto massimo era il Campionato europeo della montagna. Per far questo però è necessaria una vettura sviluppata appositamente, una Sport-Prototipo, diversa dalle TZ.
Per volontà dell'allora presidente dell'Alfa Romeo Giuseppe Luraghi partì nell'autunno del 1964 il progetto 105.33, dove 105 è il codice di progetto delle Alfa Romeo Giulia e derivate e 33 e il numero scelto personalmente dal presidente per meglio distinguere i nuovi prototipi.

## Alfa Romeo Tipo 33

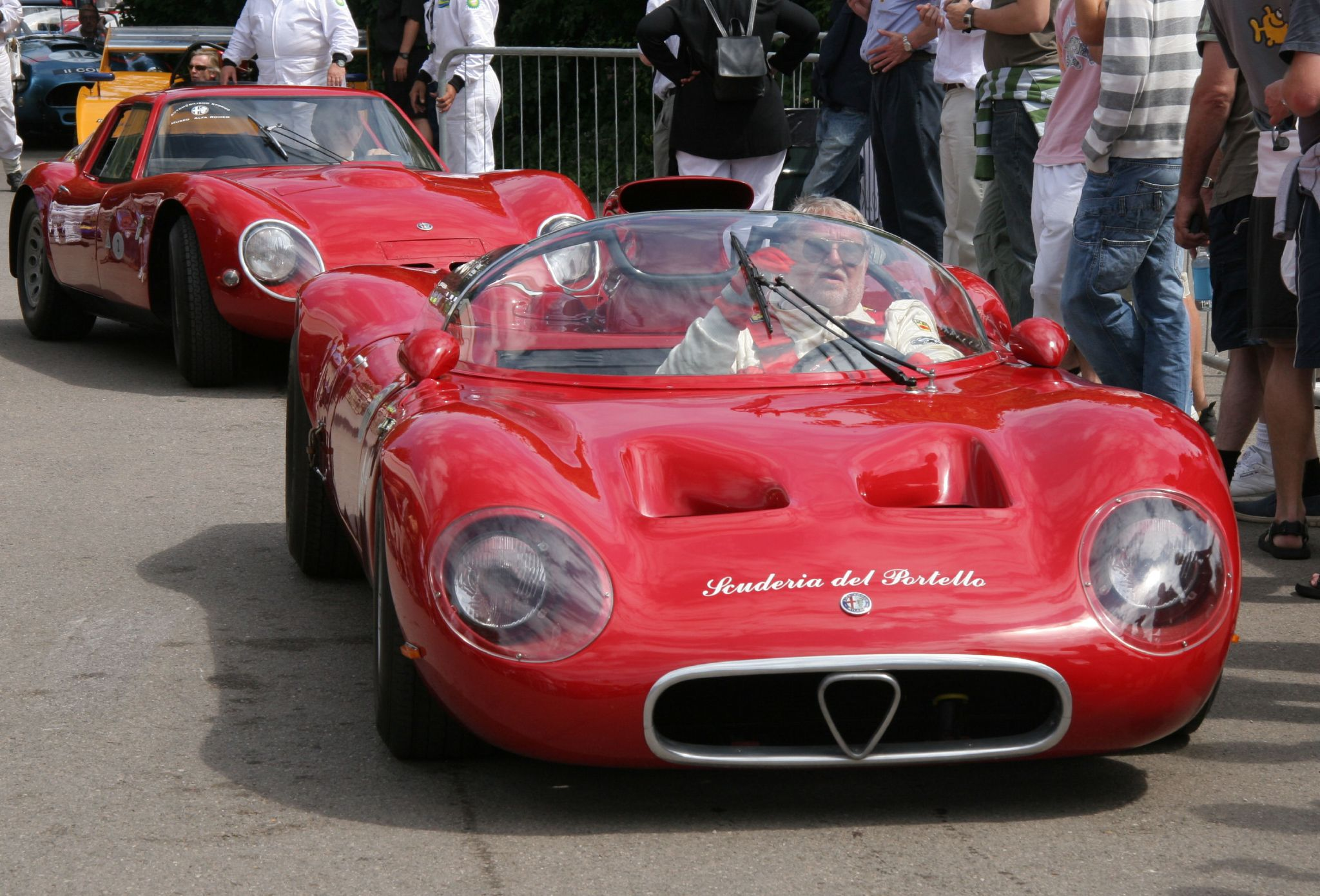
L'Alfa Romeo Tipo 33 con il cassoncino d'aspirazione a "periscopio"

Così nella primavera del 1965 arriva all'Autodelta, ancora nella sede di Udine, il primo esemplare di Tipo 33, progettato in Alfa Romeo. Questo nuovo prototipo ha un telaio di ispirazione aeronautica, la cui struttura centrale è formata da grandi tubi in Peraluman disposti a H asimmetrica, che comprendono i serbatoi di benzina. Il telaio viene completato da una gabbia in lega leggera di magnesio che sostiene le sospensioni anteriori, i radiatori, lo sterzo e la pedaliera, mentre un elemento scatolato in lamiera sostiene le sospensioni posteriori e il gruppo motore-cambio montato longitudinalmente in posizione posteriore centrale. Questo primo prototipo utilizzava il motore a 4 cilindri da 1.570 cm³ già montato dalla TZ2. Al prototipo fece seguito un nuovo propulsore da 1.995 cm³, 8 cilindri a V di 90° che erogava una potenza di 273 CV (201 kW) a 9.600 giri/min. Il cambio era a 6 marce più retromarcia. Questo telaio venne "vestito" da una leggerissima carrozzeria (soli 55 kg) in resina sintetica e fibra di vetro, contenendo il peso totale in poco più dei 600 kg, fissati come peso minimo dal regolamento sportivo. Il primo esemplare definitivo, dotato di motore v8, fu prodotto nel 1965 e testato a fondo anche sulla pista di Balocco.
La vettura esordì nelle competizioni in una cronoscalata a Fléron, in Belgio vicino a Liegi, il 12 marzo 1967 con una vittoria di Teodoro Zeccoli, capocollaudatore Autodelta. Questa versione è chiamata "Fléron", a ricordo della prima vittoria, o anche "periscopica" per il caratteristico cassoncino di aspirazione dell'aria. Sempre nel 1967 con Nanni Galli che stabilisce il nuovo record della corsa arriva la vittoria nella cronoscalata Palermo-Monte Pellegrino. Nel 1967 la vettura partecipò, con poco successo, anche al Campionato del Mondo Sport Prototipi, dove esordì con un ritiro alla 12 Ore di Sebring e conquistò come miglior risultato il quinto posto con Zeccoli e Roberto Bussinello nella classica 1000 km del Nürburgring.
Dell'automobile sono stati prodotti in seguito altre cinque versioni, 33/2, 33/3, T33/4, 33TT12, e 33SC12. Oltre alle versioni principali, del modello periscopio è stato anche creato un esemplare dotato di coda lunga denominato Mugello Spider.

## Alfa Romeo 33 Stradale
Nel 1967 venne lanciata una versione stradale della 33, l'Alfa Romeo 33 Stradale, progettata dall'Autodelta di Carlo Chiti e realizzata dalla Carrozzeria Marazzi su disegno di Franco Scaglione in soli diciotto esemplari. Questa vettura ereditava dalle vetture da corsa il motore V8 1.995 cm³, anche se depotenziato a 230 CV a 8.800 giri/min per migliorare l'erogazione, e il telaio a H, anche se allungato per migliorare il comfort.
Sulla base di questa vettura vennero realizzate una serie di concept car dai migliori carrozzieri italiani, in particolare la Pininfarina realizzò nel 1968 la Roadster, nel 1969 la Coupé Prototipo Speciale, su disegno di Leonardo Fioravanti, e nel 1971 la Cuneo, di Paolo Martin; la Bertone realizzò nel 1968 Carabo e nel 1976 la Navajo, entrambe di Marcello Gandini, mentre la Italdesign di Giorgetto Giugiaro creò l'Iguana nel 1969. Tutte le concept car portano il marchio e nome Alfa Romeo e sono ora esposte al Museo Storico Alfa Romeo.

## Alfa Romeo 33/2

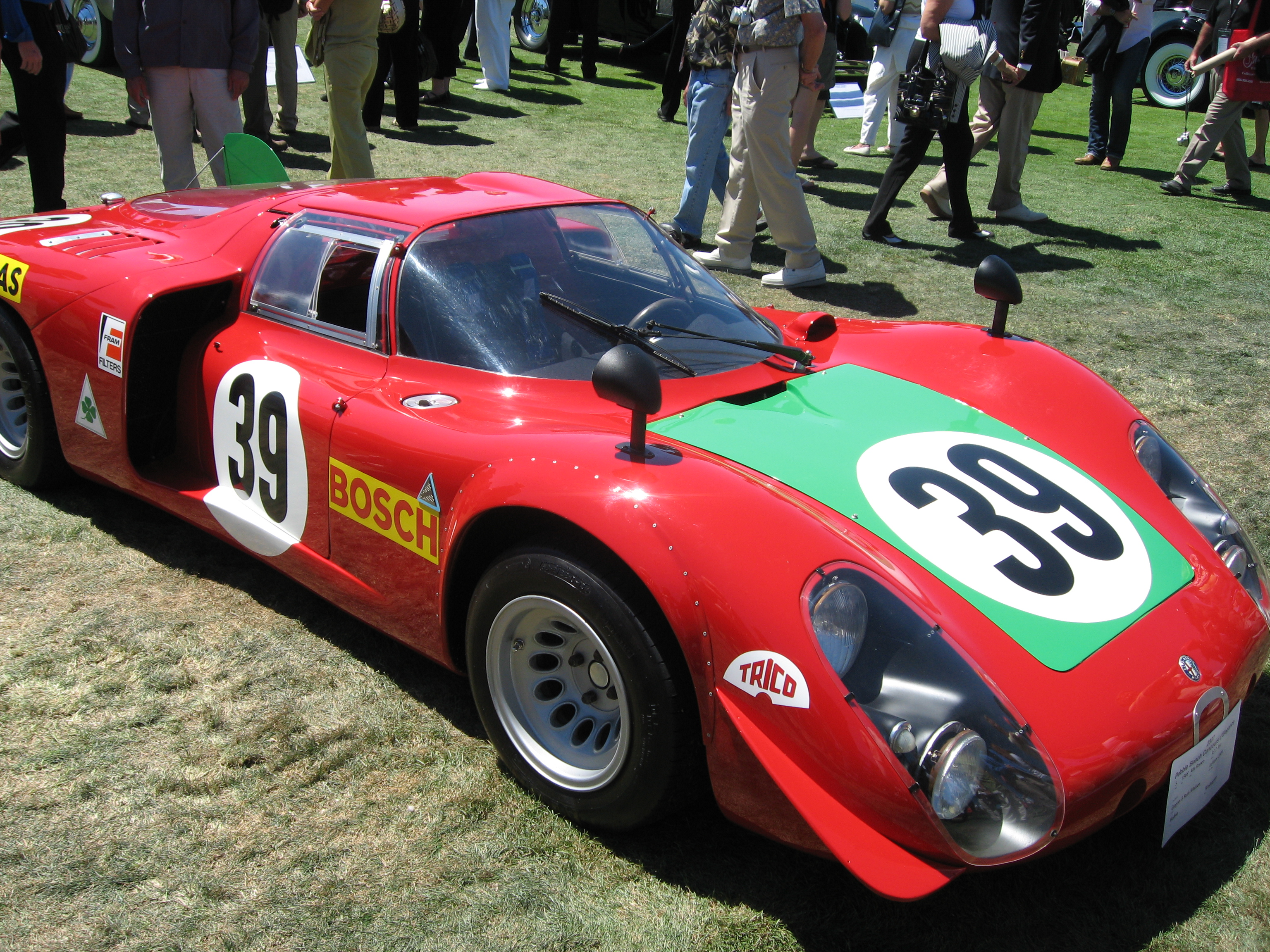
L'Alfa Romeo Tipo 33/2 che partecipò a Le Mans nel 1968

Nel 1968 il Reparto Corse Alfa Romeo progettò e costruì l'evoluzione della vettura che venne carrozzata da Franco Scaglione. Alla 24 Ore di Daytona, nella gara dominata dalle Porsche 907 da 2,2 litri, conquistarono il primo posto nella loro classe, precedendo altre due vetture gemelle. L'arrivo in parata delle tre vetture, seguendo in questo l'esempio della Ferrari 330 P l'anno precedente, fece sì che la "33" venisse riconosciuta da quel momento anche con il nomignolo di "Daytona"..
La vittoria di classe si ripeté anche alla Targa Florio con le prime due posizioni conquistate con Ignazio Giunti - "Nanni" Galli e Lucien Bianchi - Mario Casoni. Questa vittoria valse un secondo e terzo posto assoluto alle spalle della Porsche 907 2.2 di Vic Elford - Claudio Maglioli vincitrice assoluta anche in questo caso. La 33/2 arrivata terza era un esemplare speciale con il corpo vettura scoperto e alleggerito.
Galli e Giunti vinsero la loro classe alla 1000 km del Nürburgring (e il quinto posto assoluto) mentre la nuova versione con cilindrata aumentata a 2.500 cm³ con Schütz e Bianchi conquistò il quarto posto nella classe 3 litri, arrivando però alle spalle della "33" di cilindrata inferiore. La versione V8 da 2.500 cm³ di cilindrata erogava 320 CV (235 kW) di potenza a 8.800 giri/min.
Un ulteriore arrivo in parata si vide alla 24 Ore di Le Mans 1968 con tre vetture condotte da Nanni Galli - Ignazio Giunti, Carlo Facetti - Spartaco Dini e Mario Casoni - Giampiero Biscaldi piazzate al quarto, quinto e sesto posto assoluti, che valsero la conquista del podio completo della propria classe.
Nel Campionato Mondiale Sport Prototipi le vetture dominanti furono le Ford GT40 e le Porsche (con i modelli 907 e 908),  dotate di motori più potenti, di cilindrata superiore. Al termine della stagione, grazie anche ai punti dei team privati, l'Alfa Romeo fu terza nella classifica costruttori dietro Ford e Porsche.
La vettura compare anche nel gioco S.C.A.R (squadra corse alfa romeo)

## Alfa Romeo 33/3

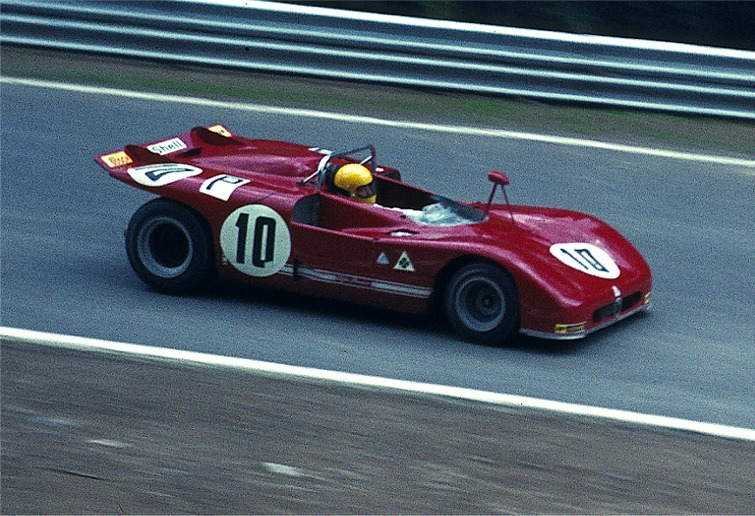
Un'Alfa Romeo 33/3 con Nanni Galli al Nürburgring nel 1971

L'esordio della nuova versione della Tipo 33 fu nel 1969 alle 12 Ore di Sebring; montava un motore 8 cilindri V90° di 2.995 cm³, da circa 425 CV (313 kW) a 9.400 giri/min per un peso di poco inferiore ai 700 kg. Queste caratteristiche la ponevano nella stessa classe della Porsche 908 e della Ferrari 312 P, concorrenti nel Gruppo 6 (vetture da corsa prototipo). Alla 12 ore di Sebring andò male. Nei test prima delle gare ufficiali Bianchi morì in un incidente e l'Alfa decise di non partecipare. La vettura vinse due gare di secondaria importanza, che le permisero di piazzarsi terza nel campionato.
La stagione successiva fu dominata dalla Porsche 917, con la Ferrari 512 comprimaria. Nonostante la loro supremazia, la Tipo 33/3 fu seconda a Sebring con Toine Hezemans e Masten Gregory, e seconda con Andrea De Adamich e Henri Pescarolo in campionato. Nel 1970 l'auto comparve nel film Le Mans - Scorciatoia per l'inferno.
Nella stagione successiva fu seconda. La 33/3 vinse la Targa Florio (con Nino Vaccarella e Toine Hezemans) e la 1000 km di Brands Hatch (Andrea De Adamich, Henri Pescarolo).
A partire dal 1972 il Mondiale Marche fu riservato alle Gruppo 6 (prototipi di 3.000 cm³ da 650 kg di peso minimo senza vincoli di produzione minima), e le varie edizioni furono dominate da Ferrari e Matra. Dal 1973 fu sviluppato una nuova Alfa Romeo 33, con nuovo 12 cilindri: era la 33/12, che avrebbe dominato i successivi Mondiali Marche.

## Alfa Romeo T33/4 Tasman Coupé

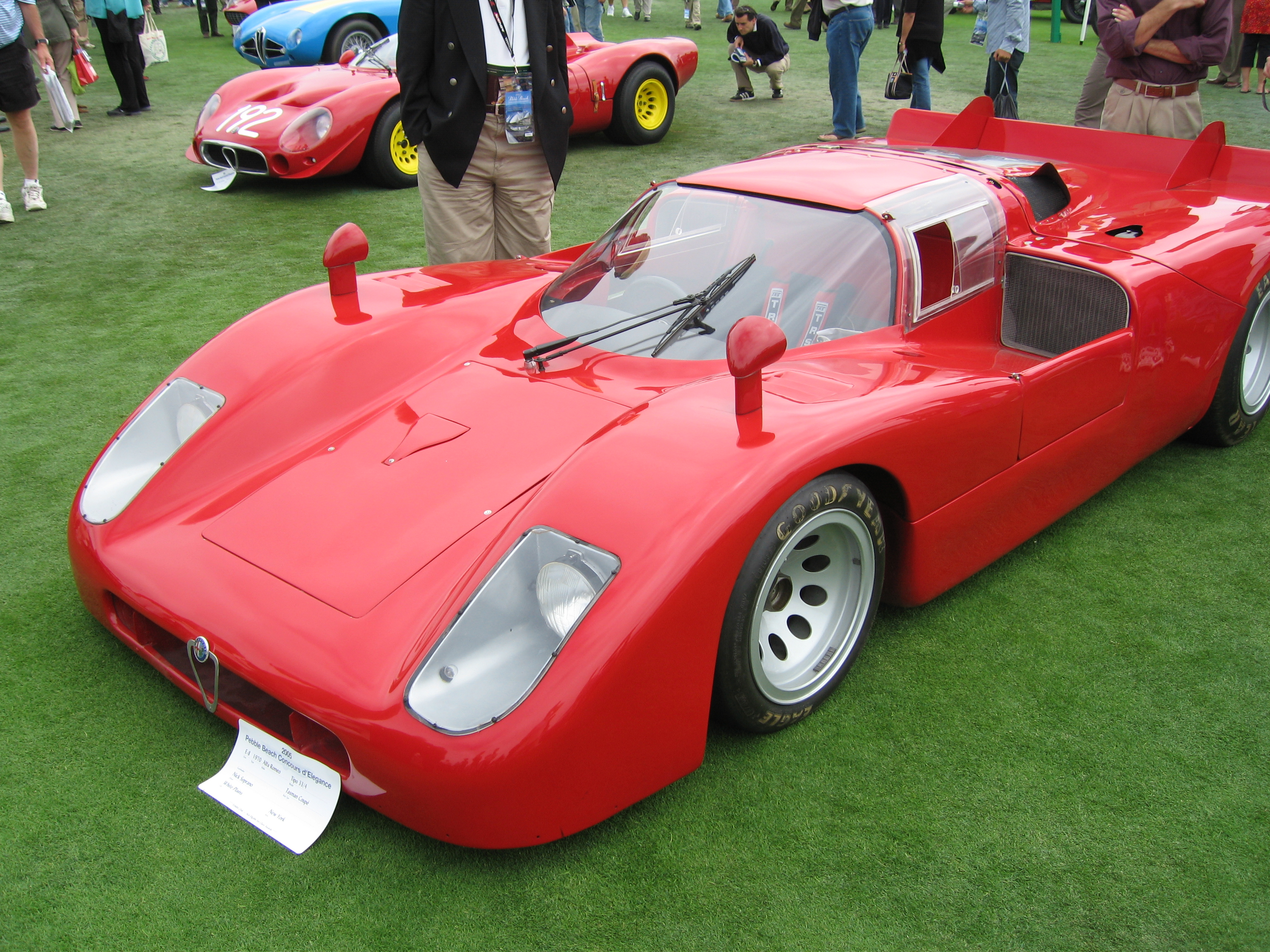
La Tipo 33/4 Tasman Coupé a un'esposizione

Questa versione è una delle poche vetture con carrozzeria coupé (sebbene il tetto sia amovibile) e dotata del telaio monoscocca abbinato al motore da tre litri, sostituito poi da una versione del V8 da quattro litri per permettere a Teodoro Zeccoli di migliorare la competitività nelle gare sprint del campionato Interserie; la vettura partecipò anche all'Australia's Tasman Cup, guidata da Graham Lawrence, su richiesta dell'importatore locale dell'Alfa Romeo. Per quest'ultima competizione l'auto fu oggetto di modifiche.

## Alfa Romeo T33/4
Dal 1972 al 1974 fu approntata una versione per il Campionato CanAm denominata Tipo 33/4,  progettata dall'Autodelta per il team statunitense di Otto Zipper, che fu pilotata da Patrick Scooter. Si trattava dell'abbinamento alla 33/3 di proprietà del team statunitense (numero di telaio 75080-023) di un'unità motrice con cilindrata aumentata a 4 litri.

## Alfa Romeo 33 TT12

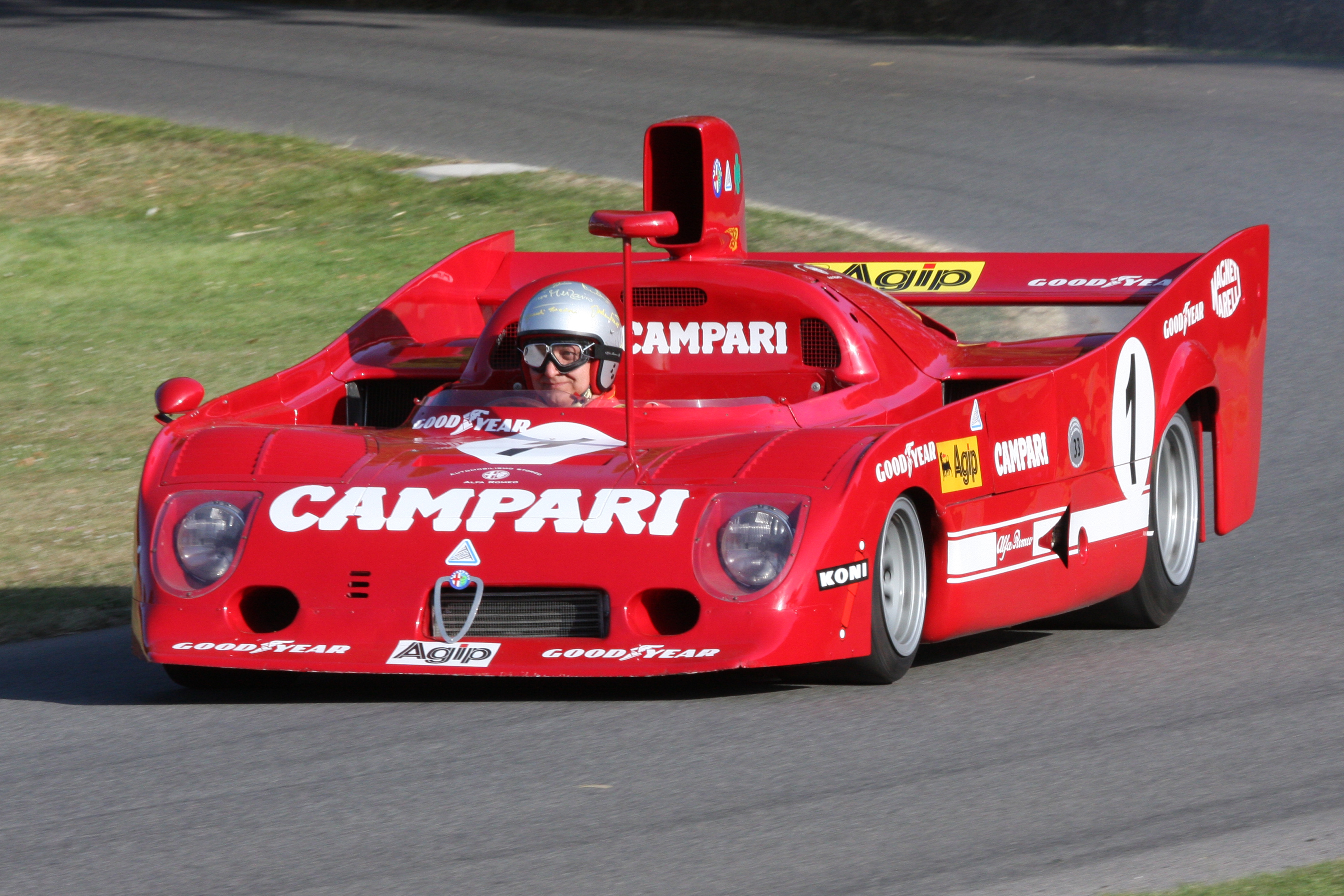
L'Alfa Romeo 33 TT/12 campione del mondo SportPrototipi nel 1975

L'Alfa Romeo 33 TT12 è la successiva evoluzione della 33. Progettata dall'ingegner Carlo Chiti e prodotta in sei esemplari dal 1973 al 1976, rispetto ai modelli precedenti introdusse un inedito motore boxer su un telaio tubolare derivato da quello delle vetture precedenti e una nuova carrozzeria in vetroresina. Il motore, un 12 cilindri boxer da 2995 cm³ di cilindrata, 4 valvole per cilindro, due alberi a camme in testa, iniezione meccanica Lucas, nel 1975 dava oltre 500 CV a 11.500 giri/min e spingeva l'auto, pesante solo 670 kg, oltre i 330 km/h.
Questo stesso motore (e le sue successive evoluzioni) fu montato anche da due scuderie di Formula 1, la Brabham di Bernie Ecclestone (sulla BT 46 e seguenti) e la Autodelta (sulle Alfa Romeo 177 e seguenti).
Dopo l'esordio in gara nel 1973 e il successivo sviluppo la prima vittoria arrivò nel 1974 alla 1000 km di Monza, una tripletta firmata Andretti - Merzario, Ickx - Stommelen e De Adamich - Facetti, che contribuì a far raggiungere all'Alfa Romeo il secondo posto in classifica costruttori alla fine dell'anno. Nel 1975 la 33 TT12 vinse il campionato del mondo sportprototipi vincendo 7 gare su 9 con Arturo Merzario, Vittorio Brambilla, Jacques Laffite, Henri Pescarolo, Derek Bell e Jochen Mass.

## Alfa Romeo 33 TT/3 "Giro d'Italia"
Nel 1975 venne sviluppata la 33 TT/3 "Giro d'Italia", una versione speciale della 33 con carrozzeria chiusa realizzata da Carlo Chiti per far gareggiare Jean-Claude Andruet al Giro automobilistico d'Italia. La vettura ha un telaio tubolare modificato per montare il motore V8 3 litri delle "vecchie" 33 e una carrozzeria in vetroresina molto simile a quella della 33 TT/12 con l'eccezione del tetto, in alluminio, necessario per rispettare le normative Gr. 5.
Al Giro automobilistico d'Italia la vettura di Jean-Claude Andruet e Gianni Serri, nonostante il motore non avesse mai funzionato al meglio a causa di una revisione frettolosa, mantenne il comando fino al ritiro causato dal cedimento del motore. Dopo quell'unica gara la vettura non venne più impiegata ufficialmente e ora si trova negli USA.

## Alfa Romeo 33 SC12

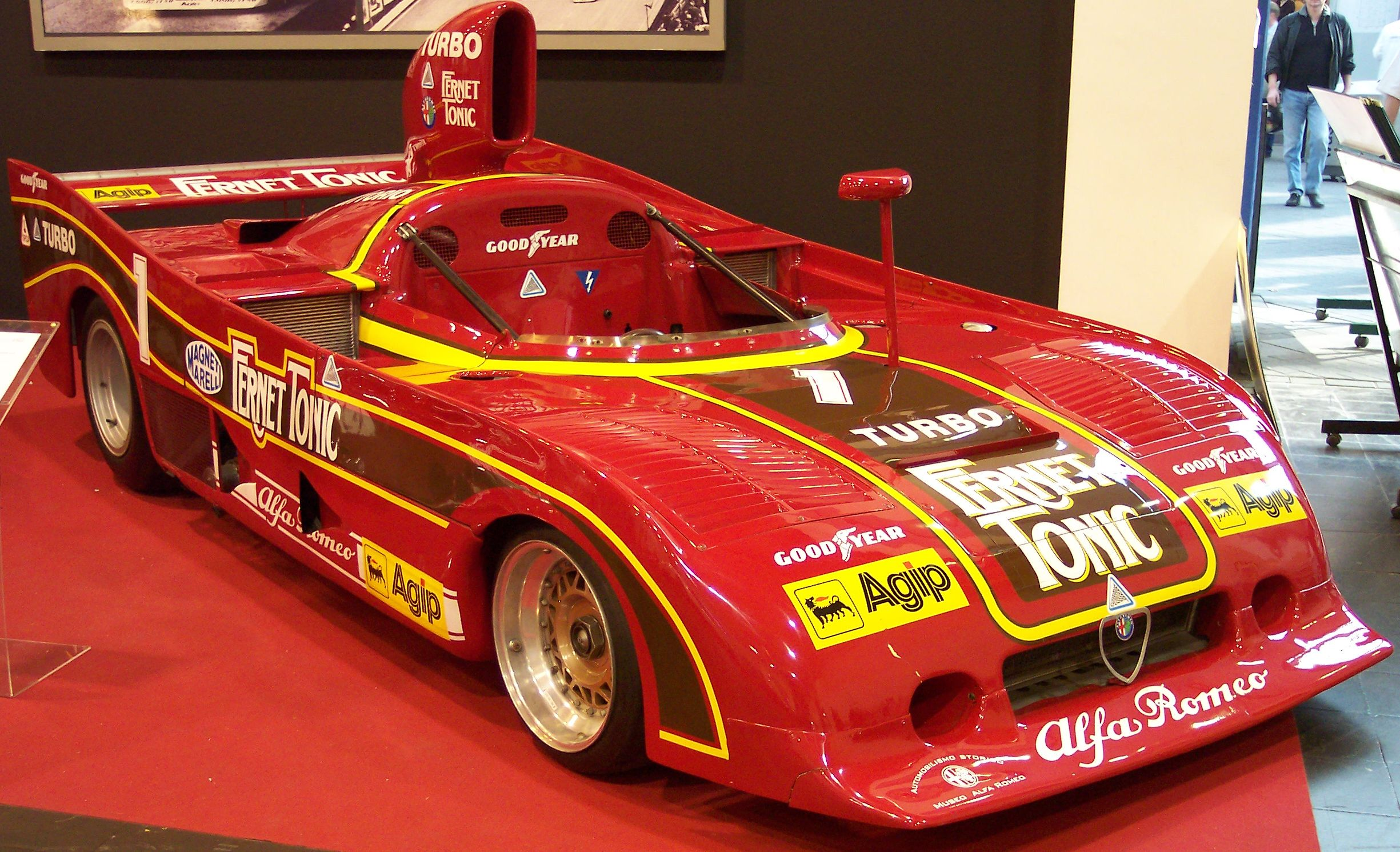
L'Alfa Romeo 33 SC 12 campione del mondo SportPrototipi nel 1977 con Arturo Merzario, Vittorio Brambilla e Jean-Pierre Jarier

L'Alfa Romeo 33 SC12 fu l'ultima evoluzione della serie 33 e prodotta in sei esemplari dal 1976 al 1977. Discendente diretta della 33 TT12 ne ereditava la carrozzeria e il motore 12 cilindri boxer 3 litri potenziato a 520 CV a 12000 giri/min mentre adottava un nuovo telaio monoscocca (SC significa scatolato) in lega di alluminio più rigido e leggero di quello tubolare sebbene il peso sia salito a 720 kg.
Con questa vettura, l'Alfa Romeo riconquistò il campionato mondiale sport prototipi del 1977, vincendo tutte le gare in calendario nella propria categoria grazie ai piloti Arturo Merzario, Federico Salvati, Jean-Pierre Jarier e Vittorio Brambilla.
La massima evoluzione si raggiunse con la 33 SC12 Turbo, il motore 12 cilindri con cilindrata ridotta a 2.134 cm³ venne equipaggiato con due turbocompressori KKK per ottenere una potenza di quasi 650 CV a 11.000 giri/min e 48 kgm di coppia a 9000 giri/min e raggiungeva i 352 km/h. Dopo un esordio rimandato a lungo la vettura permise ad Arturo Merzario di girare con una velocità media di circa 203 km/h al Salzburgring.
Il regolamento dell'epoca prevedeva un'equivalenza con un fattore 1,4 per i motori turbo nelle gare Sport, ossia un 2134 cm³ sovralimentato era equiparato a un 3000 aspirato, come sulla Renault-Alpine A442 e sulla Porsche 936 vincitrice della 24 ore di Le Mans 1976 e 1977.